# Periscepsia cuculliae
Periscepsia cuculliae là một loài ruồi trong họ Tachinidae.